# Simon Culhane
Simon David Culhane (Invercargill, 10 marzo 1968) è un ex rugbista a 15 e allenatore di rugby a 15 neozelandese, mediano d'apertura della provincia di Southland per dieci stagioni consecutive.

## Biografia
Proveniente da Invercargill, capoluogo della provincia del Southland nella cui formazione rugbistica esordì nel 1988, fino al 1995 non fece parte degli All Blacks, neppure negli incontri non internazionali.
Il debutto con la Nuova Zelanda avvenne durante la Coppa del Mondo di rugby 1995 a Bloemfontein contro il Giappone: a parte il risultato-record (145-17), Culhane stabilì il primato di punti in un incontro d'esordio, 45 (una meta e venti trasformazioni), tuttora imbattuto.
Con l'avvento di Tony Brown quale rimpiazzo di Andy Mehrtens nella posizione di apertura la carriera internazionale di Culhane terminò dopo solo sei test match, in cui realizzò 114 punti.
Fino al 1998 fu a Southland, poi nel 1999 passò alla provincia di Otago, mentre già dal 1996 era professionista in Super 12 nella franchise degli Chiefs.
Intrapresa la carriera da allenatore, nel 2005 assunse la guida tecnica del Southland in coppia con David Henderson, per poi entrare nel 2011 nello staff tecnico degli Highlanders in Super Rugby, incarico tenuto fino a tutto il 2013.